# Eurytoma vitis
Eurytoma vitis is een vliesvleugelig insect uit de familie Eurytomidae. De wetenschappelijke naam is voor het eerst geldig gepubliceerd in 1869 door Saunders.